# Episodi di Quattro donne in carriera (prima stagione)
La prima stagione della serie televisiva Quattro donne in carriera è stata trasmessa in anteprima negli Stati Uniti d'America dalla CBS tra il 29 settembre 1986 e l'11 maggio 1987.
| nº | Titolo originale               | Titolo italiano | Prima TV USA      | Prima TV Italia |
| -- | ------------------------------ | --------------- | ----------------- | --------------- |
| 1  | Designing Women                |                 | 29 settembre 1986 |                 |
| 2  | The Beauty Contest             |                 | 6 ottobre 1986    |                 |
| 3  | A Big Affair                   |                 | 20 ottobre 1986   |                 |
| 4  | Julia's Son                    |                 | 27 ottobre 1986   |                 |
| 5  | Mary Jo's First Date           |                 | 3 novembre 1986   |                 |
| 6  | Design House                   |                 | 17 novembre 1986  |                 |
| 7  | Perky's Visit                  |                 | 24 novembre 1986  |                 |
| 8  | I Do, I Don't                  |                 | 4 dicembre 1986   |                 |
| 9  | The IT Men                     |                 | 11 dicembre 1986  |                 |
| 10 | The Slumber Party              |                 | 18 dicembre 1986  |                 |
| 11 | New Year's Daze                |                 | 1º gennaio 1987   |                 |
| 12 | Old Spouses Never Die (Part 1) |                 | 1º febbraio 1987  |                 |
| 13 | Old Spouses Never Die (Part 2) |                 | 1º febbraio 1987  |                 |
| 14 | Monette                        |                 | 8 febbraio 1987   |                 |
| 15 | And Justice for Paul           |                 | 15 febbraio 1987  |                 |
| 16 | Reese's Friend                 |                 | 22 febbraio 1987  |                 |
| 17 | Nashville Bound                |                 | 16 marzo 1987     |                 |
| 18 | Oh, Suzannah                   |                 | 23 marzo 1987     |                 |
| 19 | Mary Jo's Dad Dates Charlene   |                 | 6 aprile 1987     |                 |
| 20 | Seams from a Marriage          |                 | 13 aprile 1987    |                 |
| 21 | Grand Slam, Thank You Ma'am    |                 | 4 maggio 1987     |                 |
| 22 | Bachelor Suite                 |                 | 11 maggio 1987    |                 |